# Leporillus
A Leporillus az emlősök (Mammalia) osztályának a rágcsálók (Rodentia) rendjébe, ezen belül az egérfélék (Muridae) családjába tartozó nem.

## Rendszerezés
A nembe az alábbi 2 faj tartozik:
- kis rőzsepatkány (Leporillus apicalis) Gould, 1853 – típusfaj; feltételezések szerint kihalt faj
- nagy rőzsepatkány (Leporillus conditor) Sturt, 1848